# USS Tripoli (LPH-10)
USS Tripoli (LPH-10) – amerykański okręt desantowy typu Iwo Jima służący w United States Navy w czasie zimnej wojny.
Okręt został zamówiony 10 grudnia 1962, a jego stępkę położono 15 czerwca 1964 w Pascagoula (Missisipi) w stoczni Ingalls Shipbuilding Corporation. Jednostkę zwodowano 31 lipca 1965, matką chrzestną była pani Jane Cates, żona generała Cliftona Catesa (byłego dowódcy naczelnego marines). Lotniskowiec wszedł do służby 6 sierpnia 1966 w Philadelphia Naval Shipyard, pierwszym dowódcą został komandor Henry Suerstedt, Jr. Nazwę okręt zawdzięczał jednemu z pierwszych konfliktów w jakich wzięli udział marines.
Po trzech miesiącach doposażania w Filadelfii, okręt desantowy wyszedł w morze 6 listopada 1966 kierując się w stronę zachodniego wybrzeża USA. Przeszedł w połowie miesiąca przez Kanał Panamski i dotarł do swojego nowego portu macierzystego (San Diego) 22 listopada 1966. Ostateczne próby odbiorcze, wstępne szkolenie i sprawdziany w Long Beach trwały do momentu zaokrętowania na pokład 463 Dywizjonu Ciężkich Helikopterów Marines (Marine Heavy Helicopter Squadron (HMH) 463), części 6 Dywizjonu Obserwacyjnego Marines (Marine Observation Squadron (VMO) 6) oraz niektórych członków dowództwa Eskadry Amfibijnej (Commander, Amphibious Squadron (ComPhibRon) B) 1 maja 1967. Okręt opuścił następnie San Diego i udał się na zachodni Pacyfik.

## Wietnam 1967-1973
Okręt odbył trzy tury bojowe na wodach wietnamskich w czasie wojny w Wietnamie uczestnicząc w wielu operacjach.